# Стјепан Месић
Стјепан Стипе Месић (Ораховица, 24. децембар 1934) је хрватски политичар. Последњи је председник Председништва СФРЈ и једини политичар који је био председник државе, председник владе и председник парламента у Републици Хрватској.
Месић је био посланик у Хрватском сабору током шездесетих, а након тога ван политике до 1990. када је постао члан Хрватске демократске заједнице (ХДЗ), а потом и премијер Хрватске, као и председник Хрватског сабора. Осим тога, био је хрватски члан Председништва СФРЈ, где је прво постао потпредседник, а затим 1991. последњи председник Председништва Југославије и тада је нагласио како „мисли да је обавио задатак, Југославије више нема“ (изјава у сабору октобра 1991: "Мислим да сам обавио задатак, Југославије више нема, и хвала вам лијепо."). Године 1992. постао је председник Хрватског сабора.
Године 1994. изашао је из Хрватске демократске заједнице и с истомишљеницима и основао странку Хрватски независни демократи (ХНД). Касније је већина чланова ХНД-а, укључујући Месића, прешла у Хрватску народну странку (ХНС).
Након смрти Фрање Туђмана, децембра 1999. године, Месић је у 2. кругу гласања изабран за председника Хрватске (фебруар 2000). Поново је изабран за председника јануара 2005. године.

## Младост
Месић је рођен у славонском месту Ораховици (Краљевина Југославија, данас Хрватска) где је и похађао гимназију, а дипломирао је право на Универзитету у Загребу. Након студија, Месић је радио у Ораховици и Нашицама. Одслужио је војску, положио правосудни испит и радио као општински судија. Оженио се Српкињом Милком Дудунић из Слабиње, с којом има две кћерке.
Са целом породицом преселио се у Загреб и године 1964. постао директор сектора општих послова у предузећу Universal Corporation, а затим је постао члан Савеза комуниста.
Године 1966. изабран је као независни кандидат у Општинско веће Ораховице, победивши кандидате из Савеза комуниста и из Социјалистичког савеза радног народа. Године 1967. постао је градоначелник Ораховице, и члан ондашњег Сабора СР Хрватске.
Покренуо је грађење прве приватне фабрике у Југославији, па га је Тито оптужио да потихо уводи капитализам (незаконит по уставу).
После доношења „Декларације о положају и имену хрватскога језика“ 1967, Месић ју је јавно осудио у говору пред Сабором, где је њене састављаче прозвао као: „политичке диверзанте који разарају темеље Југославије“, и позвао се кривично гоне на суду. Ипак, током седамдесетих Месић је подржао МАСПОК. Због организације покрета осуђен је на годину дана затвора. Суђење је трајало 3 дана, а од 55 сведока само је 5 сведочило против њега. Након призива, процес се одужио до 1975, када је одслужио годину дана у затвору у Старој Градишки.

## Први вишестраначки избори, распад СФРЈ, грађански рат
Изабран је 1990. као кандидат ХДЗ-а на првим вишестраначким изборима у Хрватској након Другог светског рата. Постао је премијер Хрватске, и на тој функцији био од маја до августа 1990. Ипак, убрзо је дао оставку како би био изабран у федеративно председништво, где је прво био потпредседник.
Срби могу однијети у Србију само блато коју су донијели на опанцима

Стипе Месић, 16.8.1990.
Председници су се годишње аутоматски измењивали по кључу република/покрајина. Кад је био ред да Месић буде председник, члан предсједништва из Србије Борисав Јовић тражио је гласање. 4 члана (Србија, Црна Гора, Војводина, Косово) били су против њега, а 4 члана (Хрватска, Словенија, Босна и Херцеговина, Македонија) били су за. Посредовањем Европске заједнице Месић је ипак постао председник.
Кад је Хрватска прогласила независност, Месић се вратио у домовину и дао оставку на место председника. Године 1992. изабран је у сабор и постао његов председник.
Хрвати су два пута побједили у Другом свјетском рату. Први пут 10. 4. 1941. када су прогласили НДХ, а други пут јер су се 1945. нашли са савезницима за побједничким столом.

- Стипе Месић, у Сиднеју 30.5.1992.
Године 1994. иступио је из ХДЗ-а и основао нову странку, Хрватске независне демократе. Супротставио се владиној политици према Босни и Херцеговини, оптужујући Туђмана да жели да подели БиХ с Милошевићем. Критиковао је и приватизацију због пљачке и профитерства.
Током свог дисидентског раздобља покушао је да, заједно са Јосипом Манолићем, фактички изведе државни удар. Међутим, то му није пошло за руком.
Месић је 1997. заједно с већим делом своје странке прешао у Хрватску народну странку (ХНС) где је постао извршни потпредседник странке.

### Први председнички мандат
Изабран је за председника Хрватске на председничким изборима 2000. године након што је победио у првом кругу избора, а затим у другом кругу поразио ХСЛС-овог кандидата Дражена Будишу. Месић је наступио као кандидат странака ХНС, ХСС, ЛС и ИДС. Након што је постао председник, иступио је из чланства у ХНС-у.
Критиковао је политику првог хрватског председника Фрање Туђмана као националистичку, без слободе медија и с лошим привредом. На почетку свога првог мандата одмах се залагао се за либералнији приступ како би се Хрватска отворила страним инвеститорима, с мање више успеха.
Као председник током свог првог мандата, пензионисао је 7 хрватских генерала који су двапут писали отворена писма јавности у којима су тврдили да власт жели криминализирати Рат у Хрватској и да занемарује Хрватску војску. Месић је тврдио да официри на дужности не смеју писати јавна политичка писма без одобрења врховног команданта, тј. председника државе јер они њему директно одговарању по закону и уставу. Опозиционе странке су брзо осудиле ову Месићеву одлуку као опасан потез за националну безбедност Хрватске, но он је тврдио да је то била једина исправна одлука коју је могао донијети јер се у војсци непослушност не може толерисати. Месић је касније умировио још четири генерала са сличним објашњењем.
Током свог првог мандата у спољној политици, Месић се залагао да Хрватска постане чланица Европске уније и НАТО-а. Такође је покренуо обострана извињења за могуће ратне злочине са председником Србије и Црне Горе, што је већина хрватске јавности лоше примила, јер се сматрало да се друга страна није извинила у оној мери у којој се председник Месић извинио.

### Други председнички мандат
На председничким изборима 2005. је као кандидат осам политичких странака освојио скоро половину гласова, али му је натполовична већина ускраћена за пар постотака. У другом кругу се суочио с противкандидатом Јадранком Косор и победио. Други петогодишњи мандат му је истекао 2010. године.
Крајем 2006. године на Интернету су објављени снимци његових говора хрватској емиграцији у Аустралији и Швајцарској у којима релативизује усташке злочине и практично изједначава усташку борбу са антифашистичком борбом партизана. Након објављивања тих снимака на ХРТу, по кратком поступку су смењени уредници дневника Данко Дружијанић и Горан Ротин због емитовања говора, без додатне провере њиховог порекла. После буре која се подигла због тих говора, Месић се извинио јавности и признао да је погрешио, рекавши да се тог говора не сећа, али такво је било вријеме, а касније су и уредници враћени на посао.
Сам крај његовог мандата обележило је смањивање казне за годину дана, осуђеном за убиства над српским цивилима крајем 1991. године у западној Славонији који је признао и учешће у убиству имућне српске породице у Загребу, у децембру исте године, као и посета Косову и Метохији. Само смањивање казне је објављено 7. јануара, на дан православног Божића, а за исти дан је била заказана и посета јужној српској покрајини, током које је требало да се састане са званичницима тзв. Републике Косово. Он је касније померио своју за један дан, јер је избор датума код појединаца протумачен као провокација. Месић је средином јануара 2010, објавио да би он у случају да Република Српска одржи референдум којим би се нарушио Дејтонски споразум, послао војску у Републику Српску а посебно у коридор око Брчког. Председник Србије Борис Тадић је оценио да су изјаве Стјепана Месића претња по безбедност региона и ратно хушкање и најавио да ће то изнети пред Савет безбедности УН, док је новоизабрани председник Иво Јосиповић изјавио да слање војске у суседну земљу није опција.

## Кривична пријава за говор мржње
Невладина организација „Кроација либертас“ је у јануару 2011. против Стјепана Месића поднијела кривичну пријаву за говор мржње у средствима јавног информисања, те за подстицање на рат и ратне сукобе. Један од разлога за тужбу је и Месићева изјава 8. фебруара 2010. године у којој је изјавио да ће да пошаље Војску Републике Хрватске да нападне Републику Српску у случају да се становништво Републике Српске на референдуму изјасни за независност.

### Занимљивост
- Стјепан Месић је имао мању улогу усташког официра у филму: Не окрећи се сине.[20]